# Língua chang
Chang (Changyanguh), ou Mochungrr, é uma língua Naga do nordeste da Índia, em 36 vilas do Distrito Tuensang, centro-leste del Nagaland (conf. Ethnologue). Ethnologue informa que o dialeto da vila Tuensang é o principal, sendo compreendido por todos falantes da língua.

## Escrita
A língua Chang usa uma forma do alfabeto latino sem as letras F, Q, R, V, X, Z, usando, porém formas como Ch, Kh, Ng, Ny, Ph, Sh, Ü;

## Amostra de teto
Pai Nosso
Khuthüka kibü Abou, Ka nyen saopobü yingshi, Kaibü Sangle kaiya, Khuthüka kibü tegü, kaodakakei kamaang leshi. Kün la tat chaangbou shausiyung kubü; Künei ailai müeibü shedbü apbuan ki kho tegü küneibü shedbükei apbuma. Hobaje kün takteibü to teleima, lausikei amaibou ka kün senetashi.